# Peropteryx pallidoptera
Peropteryx pallidoptera  (Lim, Engstrom, Reid, Simmons, Voss & Fleck, 2010) è un pipistrello della famiglia dei Emballonuridi diffuso in America meridionale.

## Descrizione

### Dimensioni
Pipistrello di piccole dimensioni, con la lunghezza totale tra 57 e 67 mm, la lunghezza dell'avambraccio tra 39 e 43 mm, la lunghezza della coda tra 11 e 15 mm, la lunghezza del piede tra 8 e 10 mm, la lunghezza delle orecchie tra 15 e 17 mm e un peso fino a 6 g.

### Aspetto
La pelliccia è lunga. Le parti dorsali sono marroni con la base dei peli più chiara, mentre le parti ventrali sono leggermente più chiare. Il muso è appuntito e privo di peli, la fronte è alta. Le orecchie sono triangolari, con l'estremità arrotondata, marroni, ricoperte di pliche cutanee nella superficie interna del padiglione auricolare e ben separate tra loro. Il trago è corto e con l'estremità arrotondata, mentre l'antitrago è semi-circolare, lungo e si estende in avanti quasi fino all'angolo posteriore della bocca. Le membrane alari sono marroni chiare, semi-trasparenti e attaccate posteriormente lungo le anche. Una sacca ghiandolare poco sviluppata è presente tra l'avambraccio e il primo metacarpo, è disposta parallelamente al corpo, si estende fino al bordo d'entrata alare e si apre in avanti. La coda è relativamente lunga e fuoriesce dall'uropatagio a circa metà della sua lunghezza. Il calcar è lungo.

## Biologia

### Comportamento
Vive all'interno di grotte nelle foreste.

## Distribuzione e habitat
Questa specie è diffusa nell'Ecuador orientale, nel Perù settentrionale e nello stato brasiliano di Pará.
Vive in foreste fino a 400 metri di altitudine.

## Conservazione
Questa specie, essendo stata scoperta solo recentemente, non è stata sottoposta ancora a nessun criterio di conservazione.